# Thomas Silverstein
Pour les articles homonymes, voir Silverstein (homonymie).
Thomas Edward Silverstein, dit « Terrible Tom(my) », né le 4 février 1952 à Long Beach, en Californie, et mort le 11 mai 2019 dans la prison d'ADX Florence (Florence, dans le Colorado), est un meurtrier américain. 
Il est incarcéré sans interruption à partir de 1977 et est reconnu coupable d'avoir commis plusieurs meurtres pendant son incarcération. Il est détenu à l'isolement depuis 1983 après avoir tué un gardien de prison au pénitencier fédéral de Marion (en) dans l'Illinois. Les autorités pénitentiaires le décrivent comme un tueur brutal et un ancien chef du gang de prison « Fraternité aryenne ». Thomas Silverstein soutient que les conditions déshumanisantes à l'intérieur du système pénitentiaire ont contribué aux meurtres qu'il a commis. Il est enfermé 23 heures par jour dans une cellule spécialement conçue pour sa détention appelée « Range 13 » dans la prison de très haute sécurité ADX Florence dans le Colorado. À sa mort, il est le prisonnier détenu depuis le plus longtemps à l'isolement au sein du Bureau fédéral des prisons.

## Biographie

### Début de sa vie criminelle

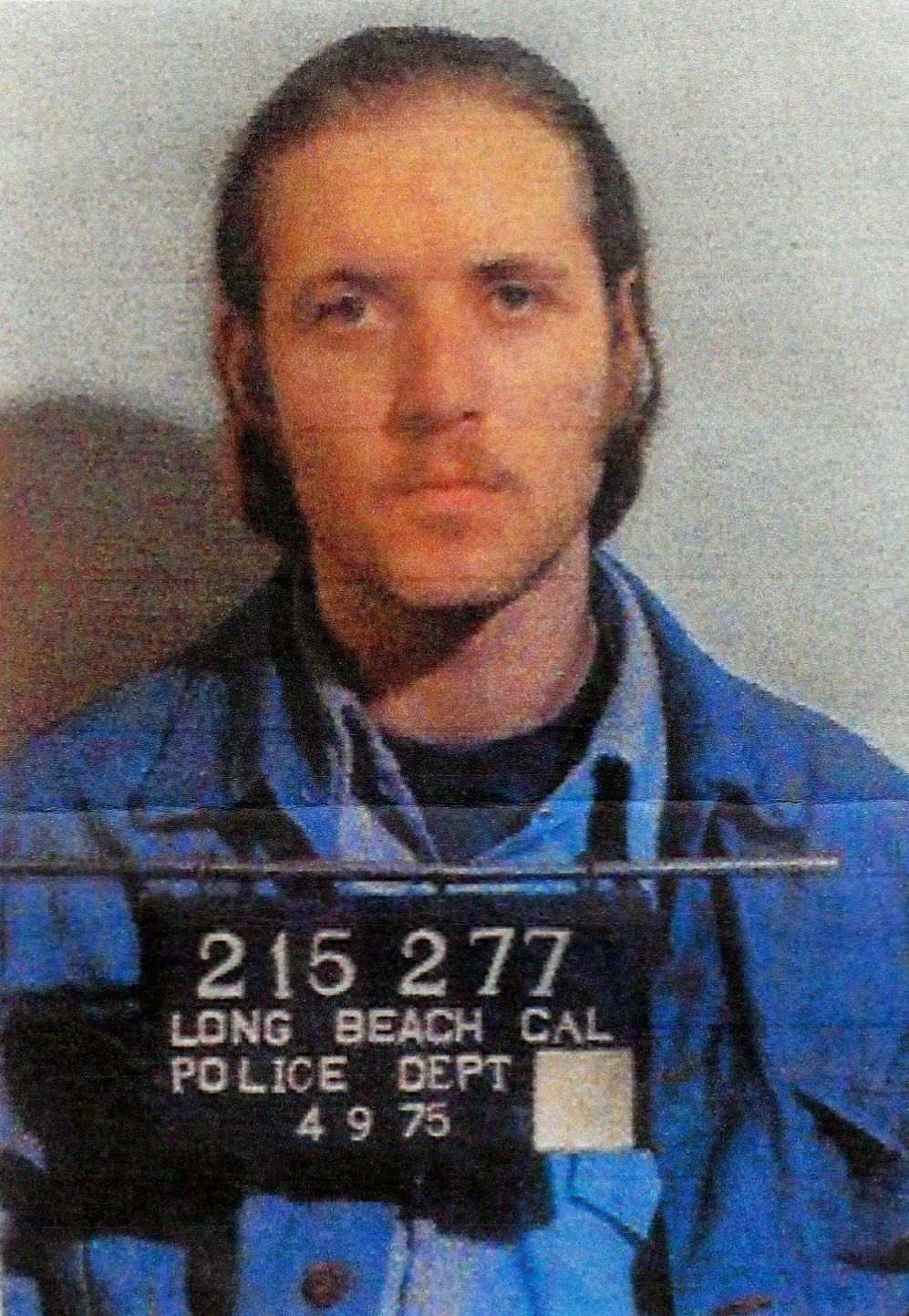
Photo d'identité judiciaire de Thomas Silverstein en 1975.

En 1971, à dix-neuf ans, Thomas Silverstein est envoyé à la prison d'État de San Quentin en Californie pour vol à main armée. Quatre ans plus tard, il est libéré sur parole avant d'être arrêté peu de temps après avec son père et son cousin pour trois vols à main armée. Leur butin était inférieur à 11 000 $. En 1977, Silverstein est condamné à quinze ans de réclusion criminelle pour vol à main armée.

### Vie carcérale et actes criminels en prison
Durant son séjour à la prison fédérale de Leavenworth (USP Leavenworth (en)) dans le Kansas, Silverstein développe des liens avec l'organisation « Fraternité aryenne ». En 1980, il est reconnu coupable de l'assassinat d'un détenu qui aurait refusé de servir de mule pour un transport d'héroïne à l'intérieur de la prison. Il est condamné à la perpétuité sans libération conditionnelle et transféré au pénitencier fédéral de Marion (en) dans l'Illinois, qui était alors un centre de haute sécurité. La condamnation sera par la suite annulée en 1985.
En 1981, Thomas Silverstein est accusé d'avoir assassiné Robert Chappelle, membre d'un puissant gang de détenus afro-américains, les « D.C. Blacks (en) ». Avec un autre détenu, Clayton Fountain (qui tuera plus tard un gardien de prison), il est reconnu coupable et une nouvelle fois condamné à la perpétuité. Un an plus tard, il tue, à nouveau en compagnie de Fountain, le chef de gang Raymond « Cadillac » Smith et est condamné à la prison à vie.
En 1983, Silverstein tue un gardien de prison, Merle Clutts, en le poignardant plusieurs dizaines de fois (Silverstein prétendra plus tard l'avoir tué pour se venger car il le harcelait délibérément et détruisait ses peintures). Il est transféré au pénitencier d'Atlanta (USP Atlanta (en)).
Depuis ce meurtre, il est placé à l'isolement total, privé de tout contact humain. Les événements entourant les meurtres de gardiens de prison ont inspiré la conception des prisons de très haute sécurité (« Supermax ») pour surveiller les détenus les plus dangereux du système carcéral.
En 1987, lors d'une émeute carcérale, Silverstein est libéré de sa cellule d'isolement par des détenus cubains. Il est ensuite ramené à Leavenworth où il reste incarcéré 18 années.
En 2005, lorsque la prison de Leavenworth est rétrogradée au statut d'établissement à sécurité moyenne, Silverstein est transféré à ADX Florence, une prison fédérale américaine de très haute sécurité (ou Supermax) située à Florence dans le Colorado. Sa date théorique de libération a été fixée au 2 novembre 2095 : Thomas Silverstein aurait eu alors cent quarante-trois ans s'il n'était pas mort en 2019, âgé de soixante-sept ans.